# Camponotus arnoldinus
Camponotus arnoldinus é uma espécie de inseto do gênero Camponotus, pertencente à família Formicidae.